# Lasztocska
A Lasztocska (oroszul: ласточка) egy  Bo'Bo'+2'2'+2'2'+2'2'+Bo'Bo' tengelyelrendezésű villamosmotorvonat-sorozat, a Siemens Desiro Oroszországban gyártott, a helyi viszonyokra adaptált változata. A Siemens Transportation Systems gyártja a 294 ötrészes vonatot 2011-től Oroszország számára.
Az RZSD előszerződést írt alá 2 milliárd euró értékben a Siemens és a Szinara Csoport oroszországi közös vállalatával 240 db, öt kocsis Desiro Rus regionális villamos motorvonat szállítására. A 160 km/h sebességű vonatokat az Uralszkije lokomotyivi (Urali mozdonyok) mozdonygyárban, a Jekatyerinburg közelében található Verhnyaja Pisma városában gyártják. A járművek szállítását 2013-ban kezdik meg és 2017-re a rendelés 80 százalékát fogják teljesíteni. Az első, még Németországban gyártott példányt 2012 januárjában adták át az RZSD-nek. A vonat Szentpétervárra került, ahol a hatósági műszaki vizsgái folynak.

## Képek

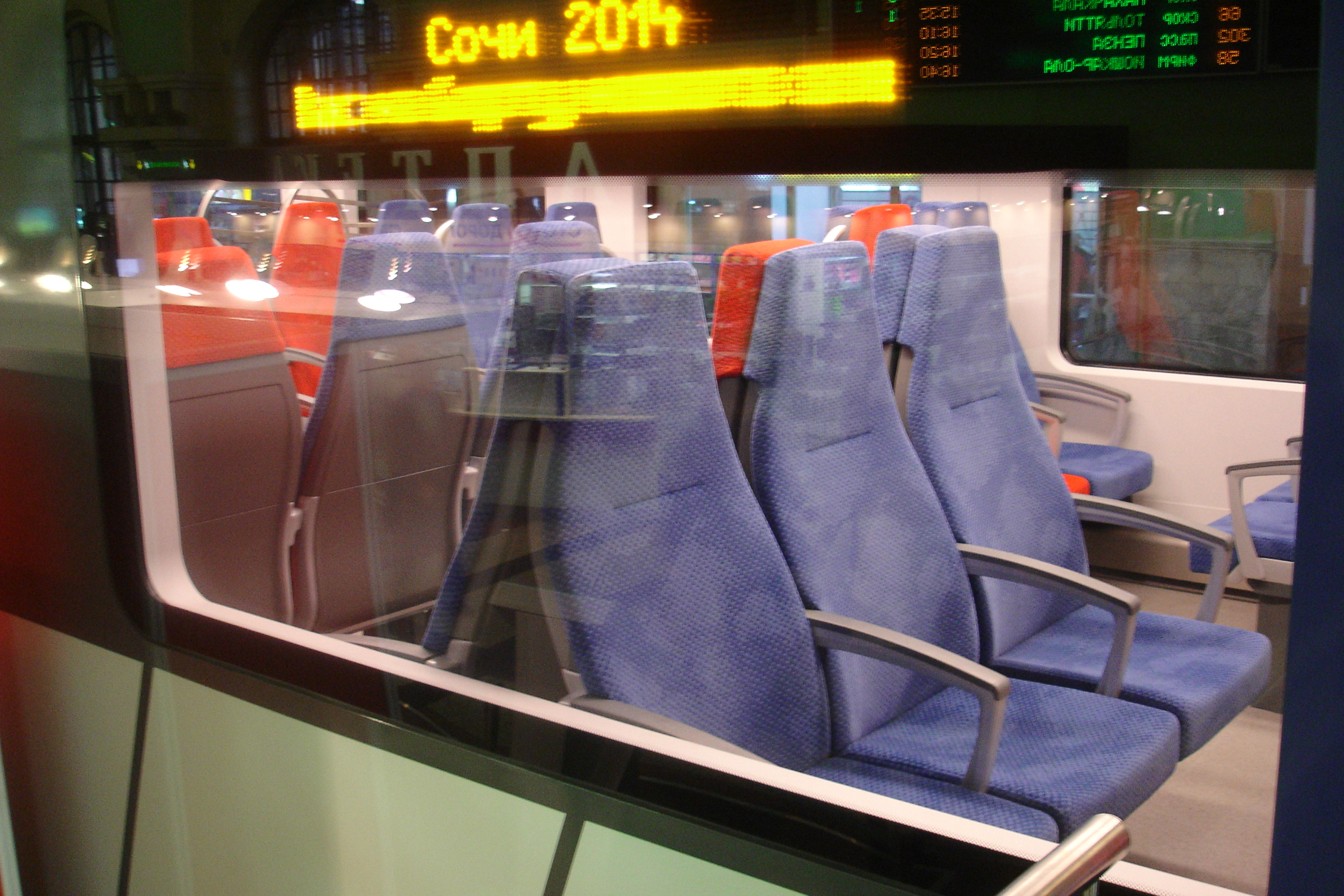
Siemens Desiro RUS
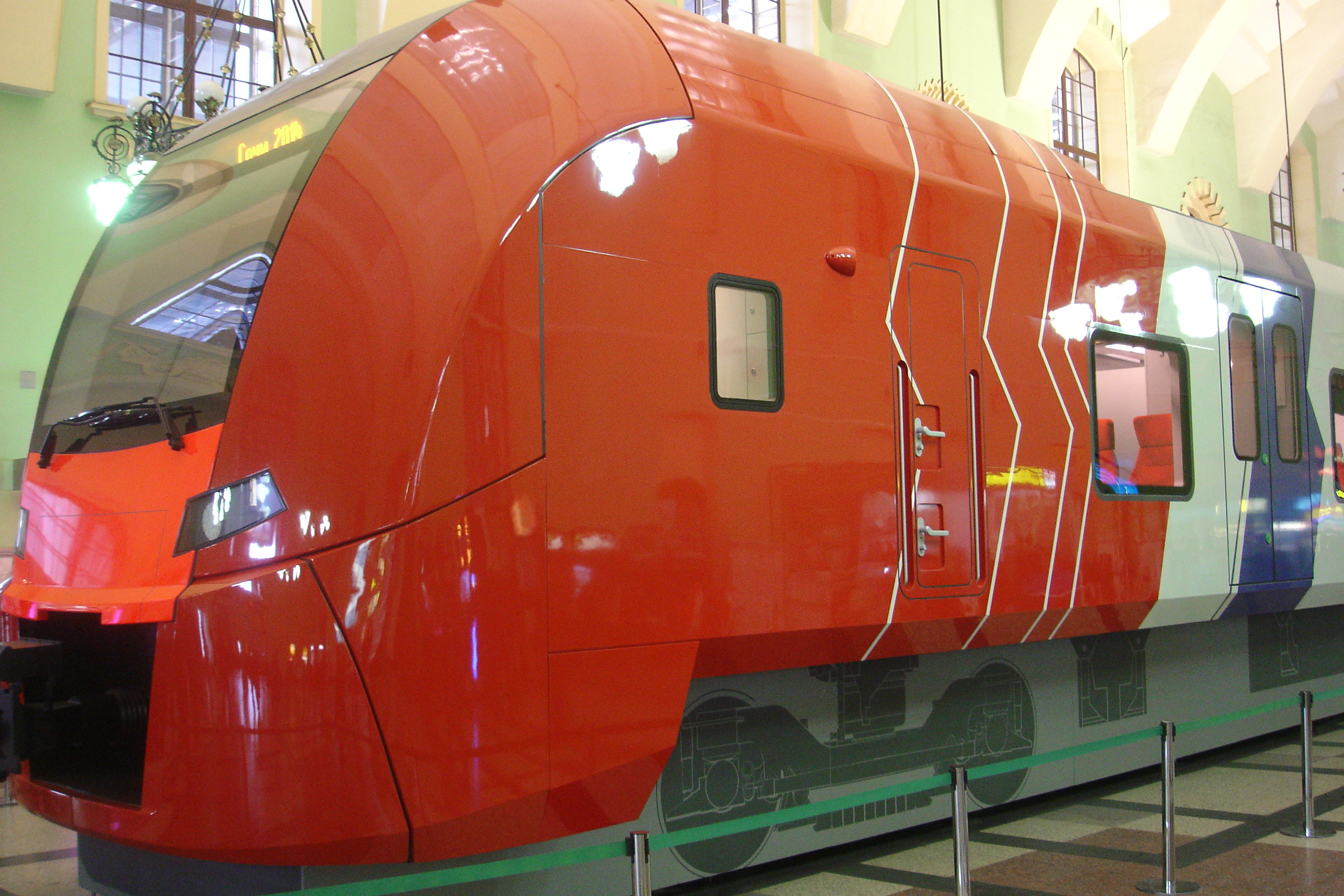
Siemens Desiro RUS
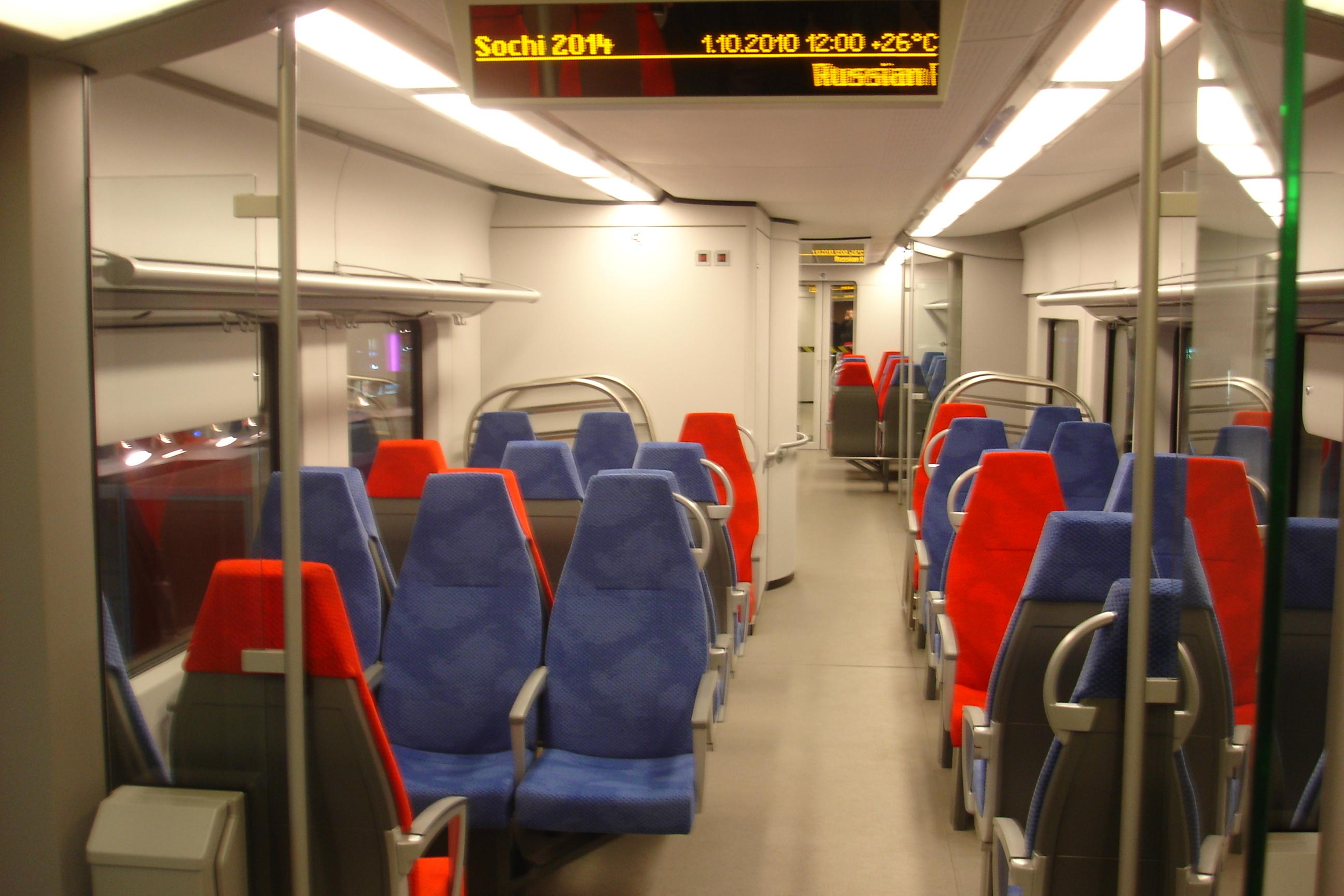
A Siemens Desiro RUS utastere
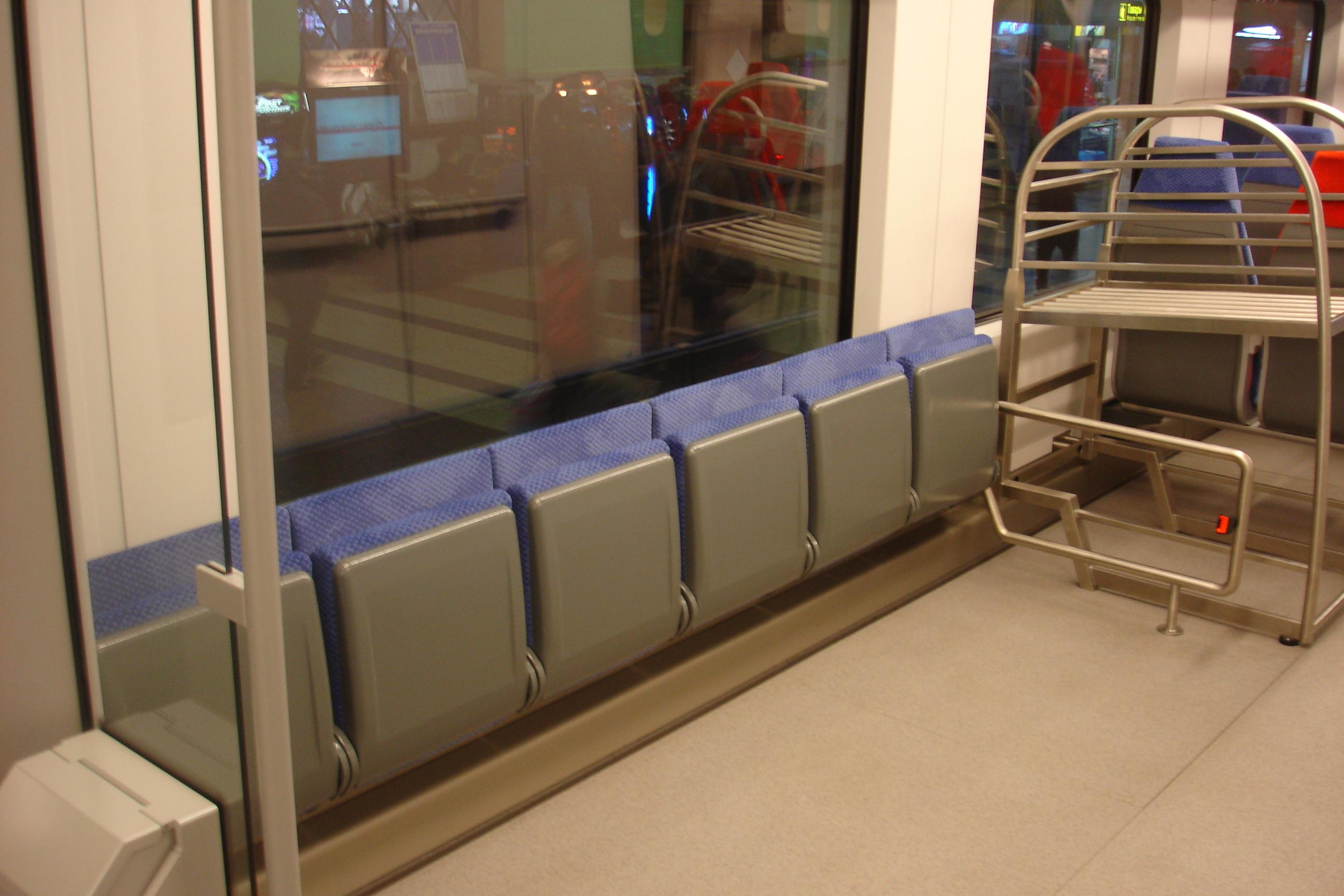
A Siemens Desiro RUS utastere
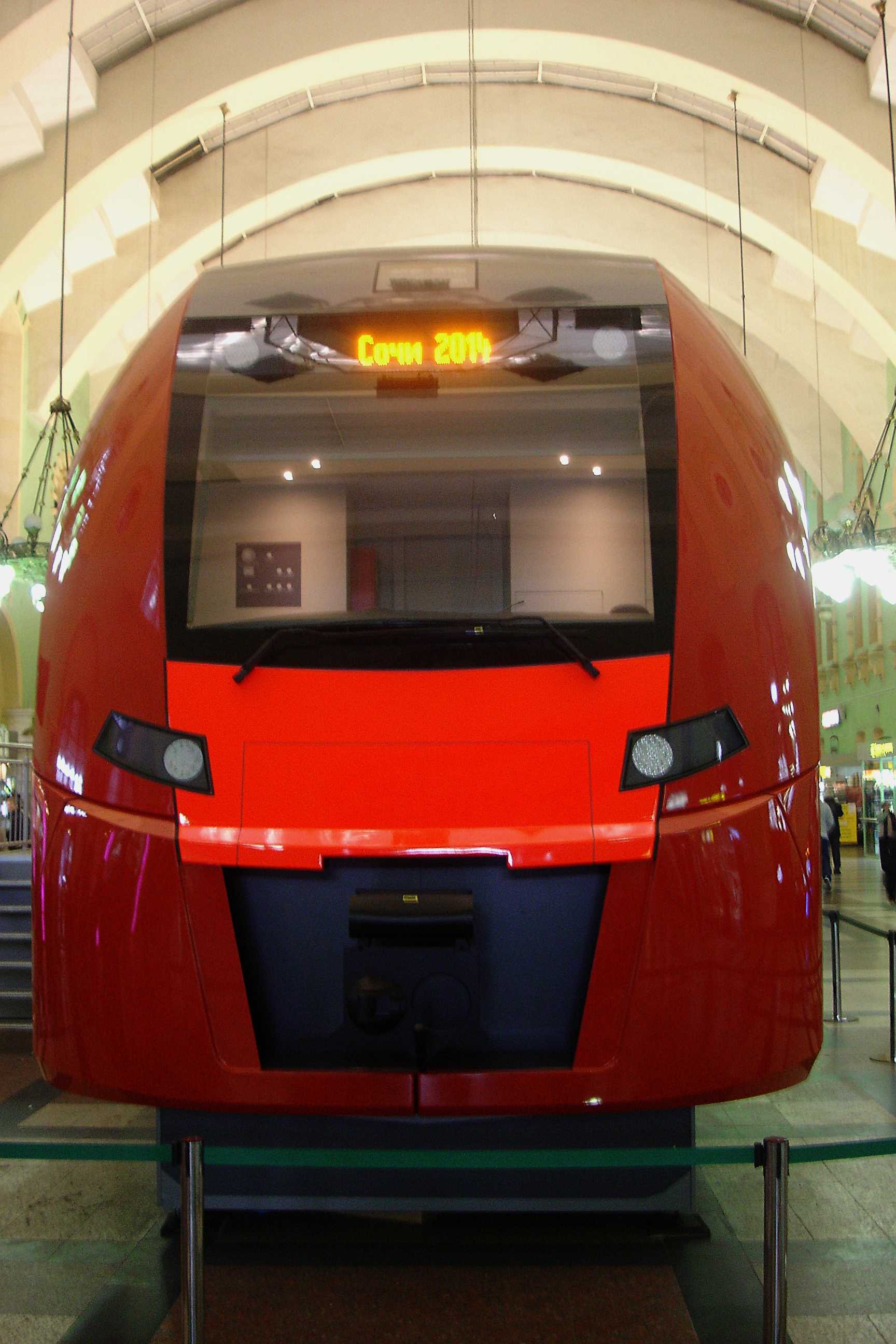
A Siemens Desiro RUS homlokfala